# じんのひろあき
じんの ひろあき（1962年〈昭和37年〉4月6日 - ）は、日本の脚本家・映画監督・劇作家。

## 経歴
大学在学中に映画監督の押井守に師事し、映画『紅い眼鏡』の美術担当としてキャリアをスタート。
ディレクターズカンパニー脚本コンクールで一席入選し、金子修介監督の『ラストキャバレー』の脚本でデビュー、同作で亀有映画祭脚本賞を受賞。
押井からは「超常現象・超能力・魔法・機械・戦争等、普通のアニメのライターが手掛ける案件には経験がないけど、『中学生』『高校生』しかも『女の子』の世界を書かせたら、日本一」「中学生・高校生の世界に昔から興味を持っていて、そういう子達の出入りする店に通って、色々な言葉を抽出してみたりすることを延々とやっている」と評している。
脚本提供を続ける一方、漫画原作やオーディオドラマの執筆も行う。
演劇にも進出し、27年間で150以上の公演を手掛けるなど、多岐にわたる活動を続けている。
マントルプリンシアター、10×50KINGDOMを経て、現在はガソリーナを主宰。

## 作品

### 脚本・監督作品
- 『月より帰る』（企画・脚本・撮影・監督：1994年公開）
- 『もう、ひとりじゃない』（脚本・監督：1998年公開）
- 『天使の火遊び』（製作・脚本・撮影・編集・監督：2001年公開）
- 『唇からナイフ』（脚本・監督：2020年）
- 『うたかたの日々』（脚本・監督：2021年）

### 脚本提供作品
- 『ラスト・キャバレー』（金子修介監督：1988年公開）
- 『童貞物語4 ボクもスキーに連れてって』（廣木隆一監督：1989年公開）
- 『ノーライフキング』（市川準監督：1989年公開）
- 『櫻の園』（中原俊監督：1990年公開）
- 『東京BABYLON 2』（千明孝一監督：1994年公開）（アニメーション）
- 『勝手にしやがれ!! 成金計画』（黒沢清監督：1996年公開）
- 『風人物語』（西村純二監督：2004年公開）（アニメーション）
- 『おまえ うまそうだな』（藤森雅也監督：2010年公開）
- 『シャニダールの花』（石井岳龍監督：2013年公開）

### 演劇作品
- ポンキッキーズサマーコンサート'96〜ガチャピン・ムックの宇宙船ペリカーノ号〜（1996年：中野サンプラザ）
- 『デビルマン 不動を待ちながら』（2002年：ウエストエンド、サンモール）
- 『ひみつのアッコちゃん』（2009年：江古田ストアハウス）
- 『ドードーの旗のもとに 〜いくつもの傷口に唇をおしあてて〜』（2014年7月19日 - 7月21日：ザムザ阿佐谷）
- 『キタイ』（2015年4月9日 - 4月12日：ザムザ阿佐谷）
- 『櫻の園2』（2016年5月19日 - 5月22日：ザムザ阿佐谷）

### ラジオドラマ作品
- 『わたしは真悟』
- 『BANANA・FISH』

### ゲーム作品
- シェンムー（モーションキャプチャリングディレクター）
- デビルメイクライ2（オープニング映像）

## その他の活動
- 漫画原作：『ラブレター』（ビックコミックスピリッツにて連載、コミックス累計10万部）
- 『12人の優しい日本人』（1991年公開）企画

## 受賞歴
- 第14回日本アカデミー賞：優秀脚本賞（『櫻の園』）[4]
- 第64回キネマ旬報ベスト・テン：脚本賞（『櫻の園』）
- 第12回ヨコハマ映画祭：脚本賞（『櫻の園』）
- 東北新社：第二回アニメ企画大賞（大賞受賞）
- 亀有映画祭：脚本賞（『ラストキャバレー』）
- 第39回岸田國士戯曲賞：ノミネート（『メイドイン香港』『俺なら職安にいるぜ』）
- にっかつビデオ企画大賞大賞（『死霊の花見』）